# Melitaea pauper
Melitaea pauper är en fjärilsart som beskrevs av Ruggero Verity 1919. Melitaea pauper ingår i släktet Melitaea och familjen praktfjärilar. Inga underarter finns listade i Catalogue of Life.